# Stazione di Finalpia Santuario
La stazione di Finalpia Santuario era una fermata ferroviaria posta su un ramo dismesso della ferrovia Genova-Ventimiglia. Serviva Finale Pia, quartiere di Finale Ligure, in provincia di Savona.

## Storia
La costruzione della stazione inizia nel 1925 e inizia a comparire sugli orari ferroviari a partire dal 1927, prima come "Finalpia", poi "Finale Ligure Pia" e infine "Finalpia Santuario" dalla vicinanza con l'abbazia benedettina di Santa Maria. Si trova lungo il tratto Savona-Ventimiglia della ferrovia Genova-Ventimiglia inaugurato nel 1872 e abbandonato dal 1977. Il fabbricato è tuttora esistente e adibito ad abitazione privata.
Venne dismessa nell'aprile 1977 a causa della soppressione del tratto da Vado Ligure Zona Industriale a Finale Ligure Marina sostituito da un nuovo tracciato a doppio binario posto più a monte. Il crollo della galleria Costastelli tra Finalpia e Varigotti avvenuto il 10 aprile 1977 accelerò l'inaugurazione del nuovo tracciato.

## Strutture e impianti
La fermata era composta da un fabbricato viaggiatori e da un singolo binario. Una doppia caratteristica scalinata portava all'ingresso e direttamente al binario, il marciapiede proseguiva lato Finalmarina lungo il ponte ferroviario a due archi sul torrente Sciusa costruito in pietra del Finale.
Dopo la sua soppressione il fabbricato viaggiatori è stato restaurato e adibito a uso privato mentre il rilevato ferroviario fu sbancato e trasformato in aiuole e parcheggi. Il ponte ferroviario sul torrente Sciusa è stato demolito nel 2003.

## Galleria d'immagini

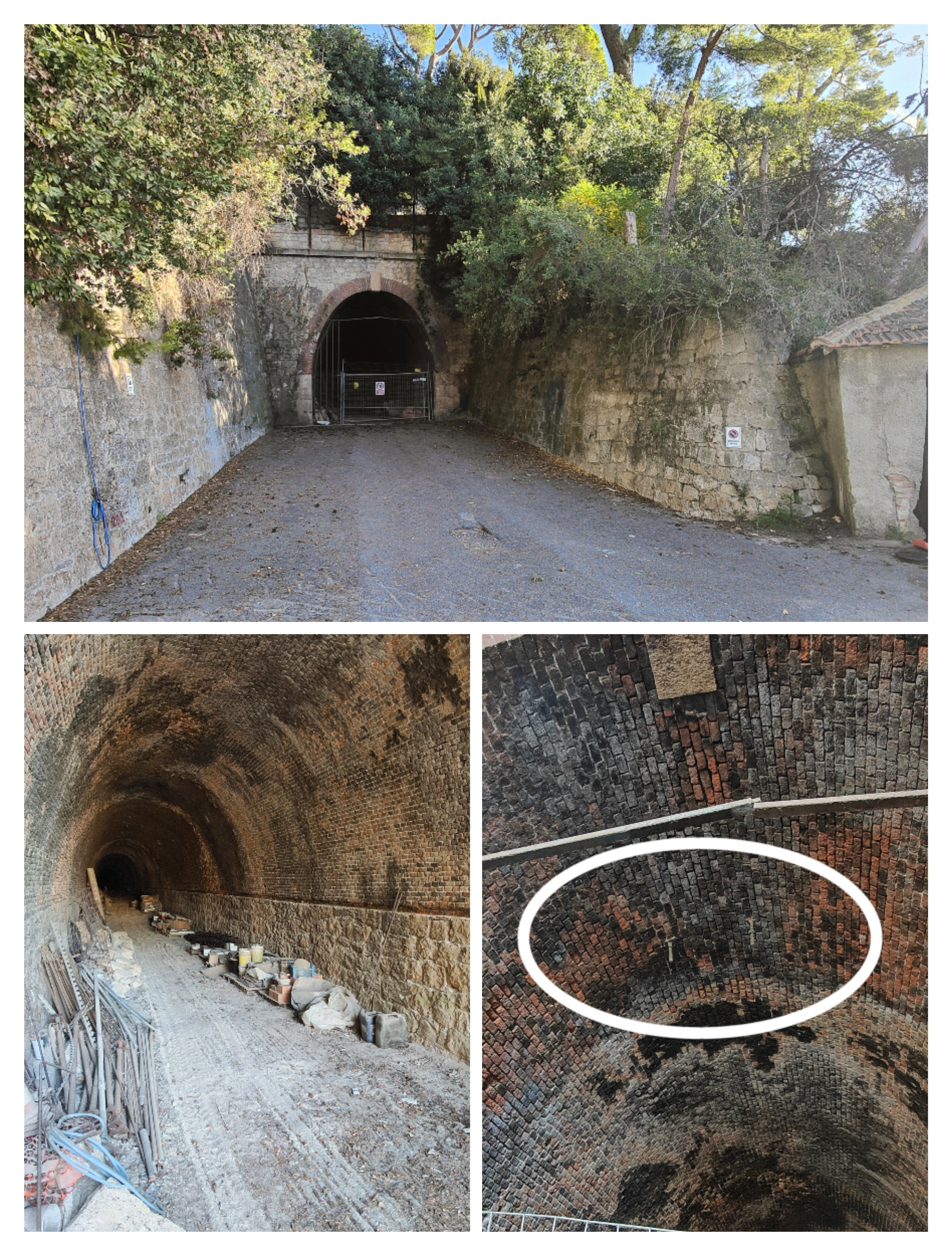
La galleria (1 km.) vs. Varigotti che sbuca sul porticciolo di Finale, a Sx l'interno, a Dx quello che resta dell'attacco della sospensione della linea elettrica
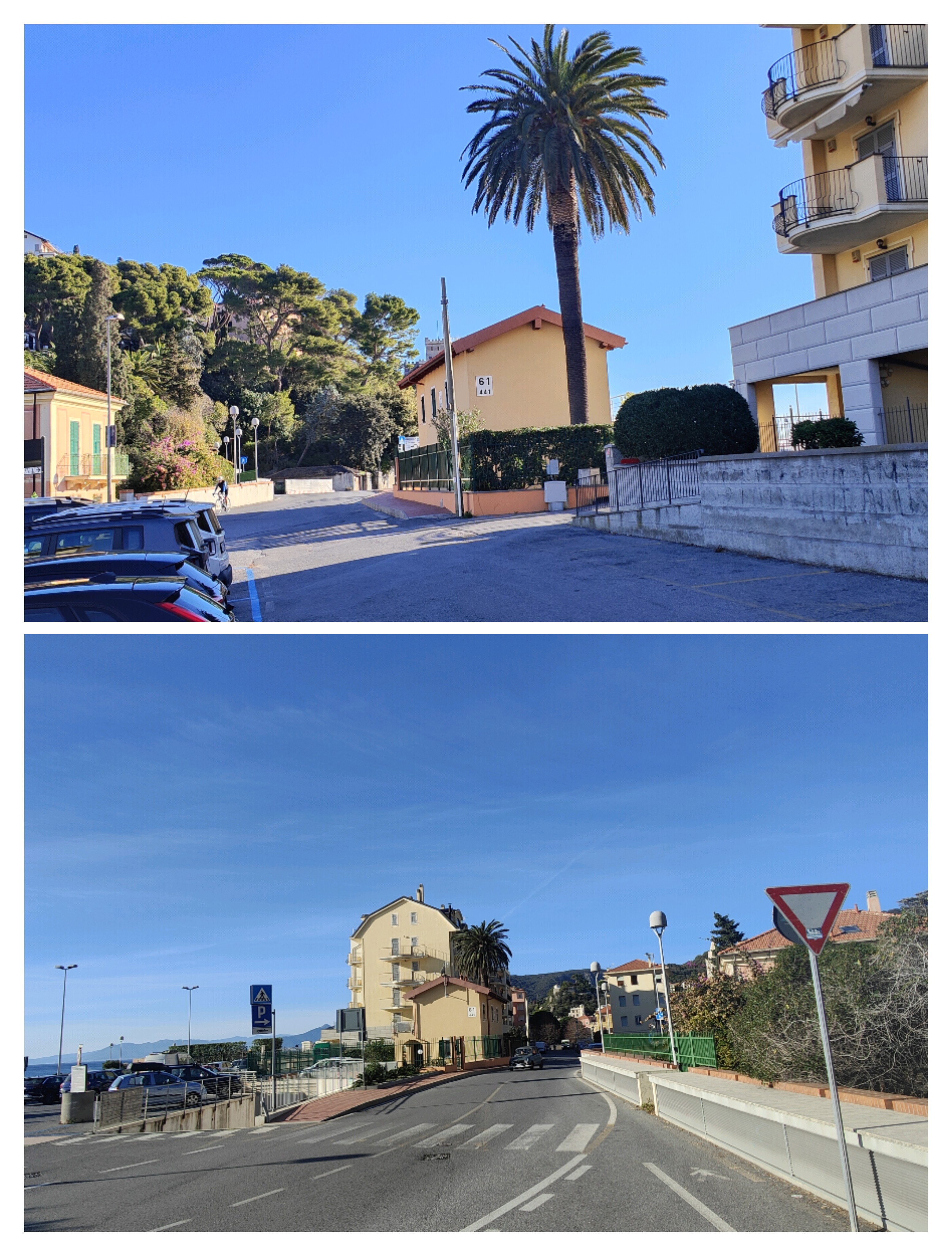
Ex casello sulla SP8 - via Santuario in direzione della stazione
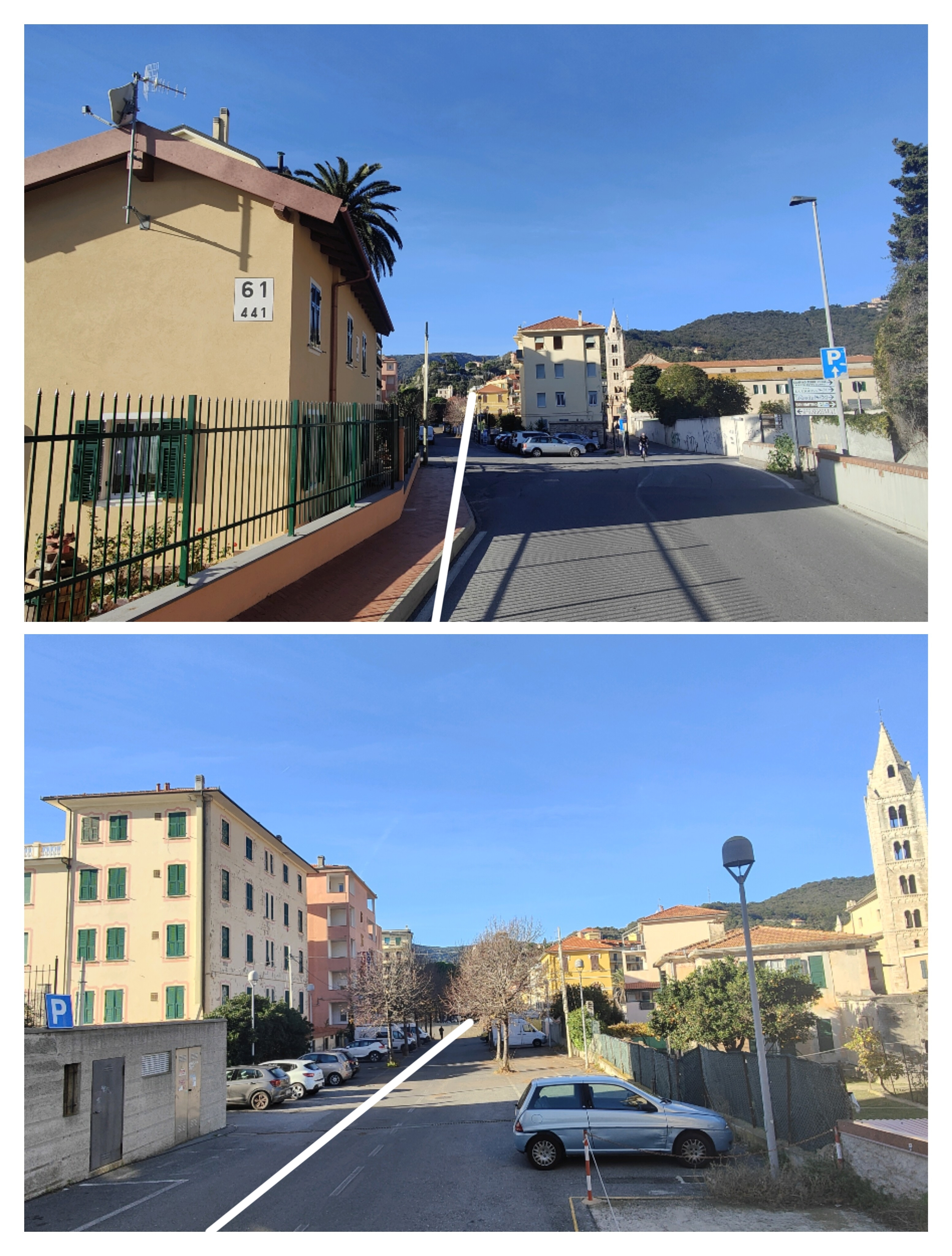
Percorso del binario verso la stazione (attuale parcheggio)
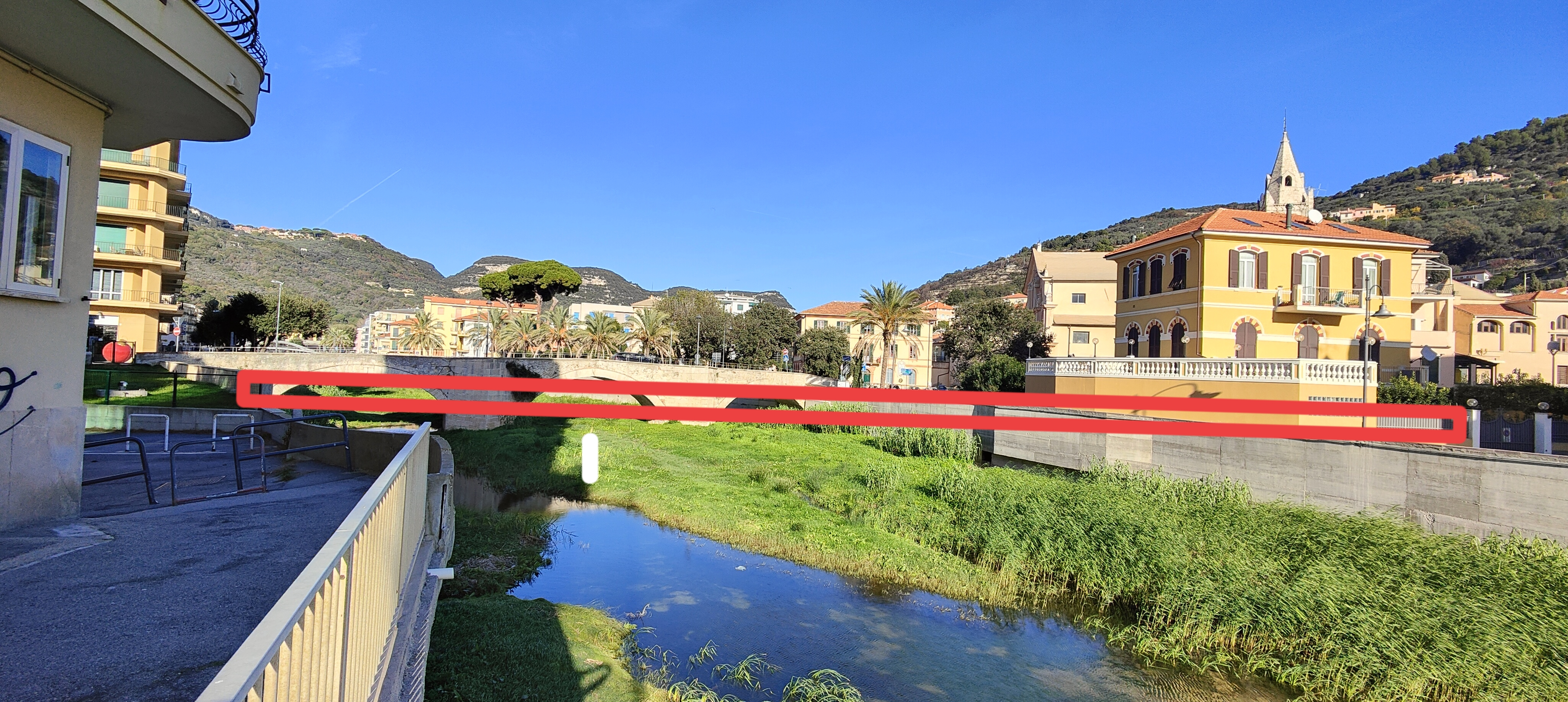
Il percorso sul torrente Sciusa del viadotto ferroviario verso l'attuale spazio verde in via IV Novembre
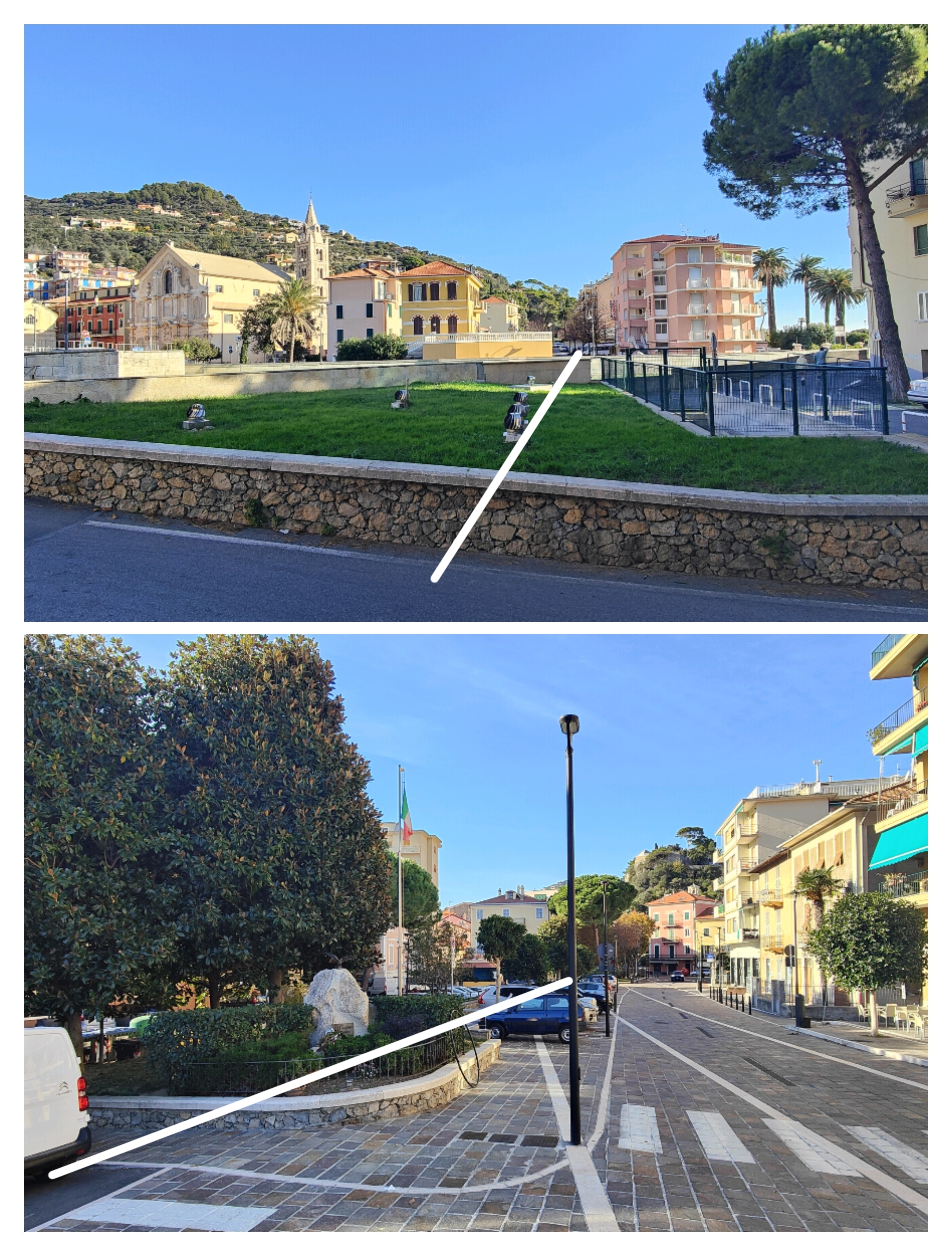
Sopra: direzione del binario verso l'attuale spazio verde in via IV novembre, sotto: vs. la galleria in fondo in via Castelli
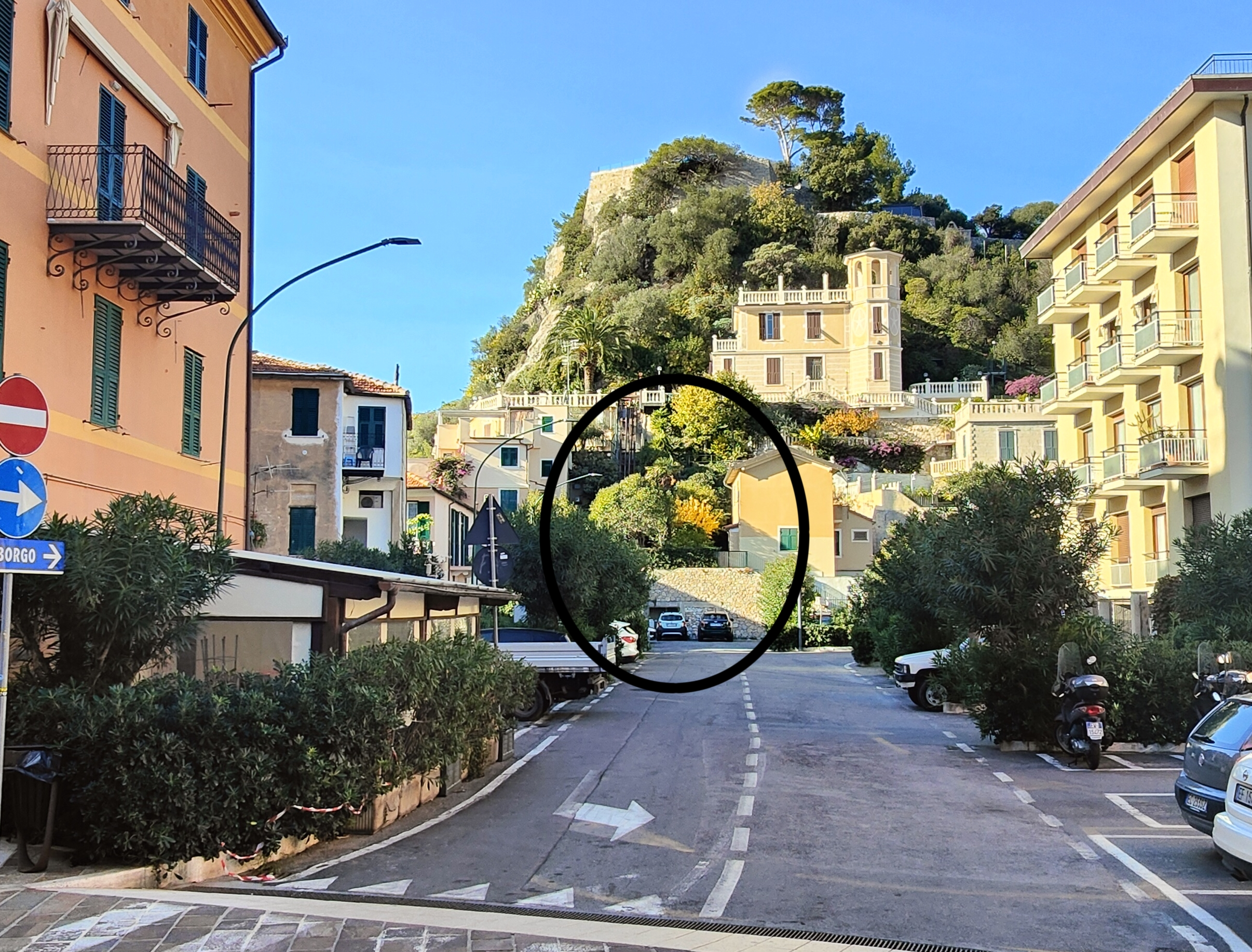
Via Castelli: l'ex casello (oggi proprietà privata) e la galleria (817 mt.) verso Finale Marina
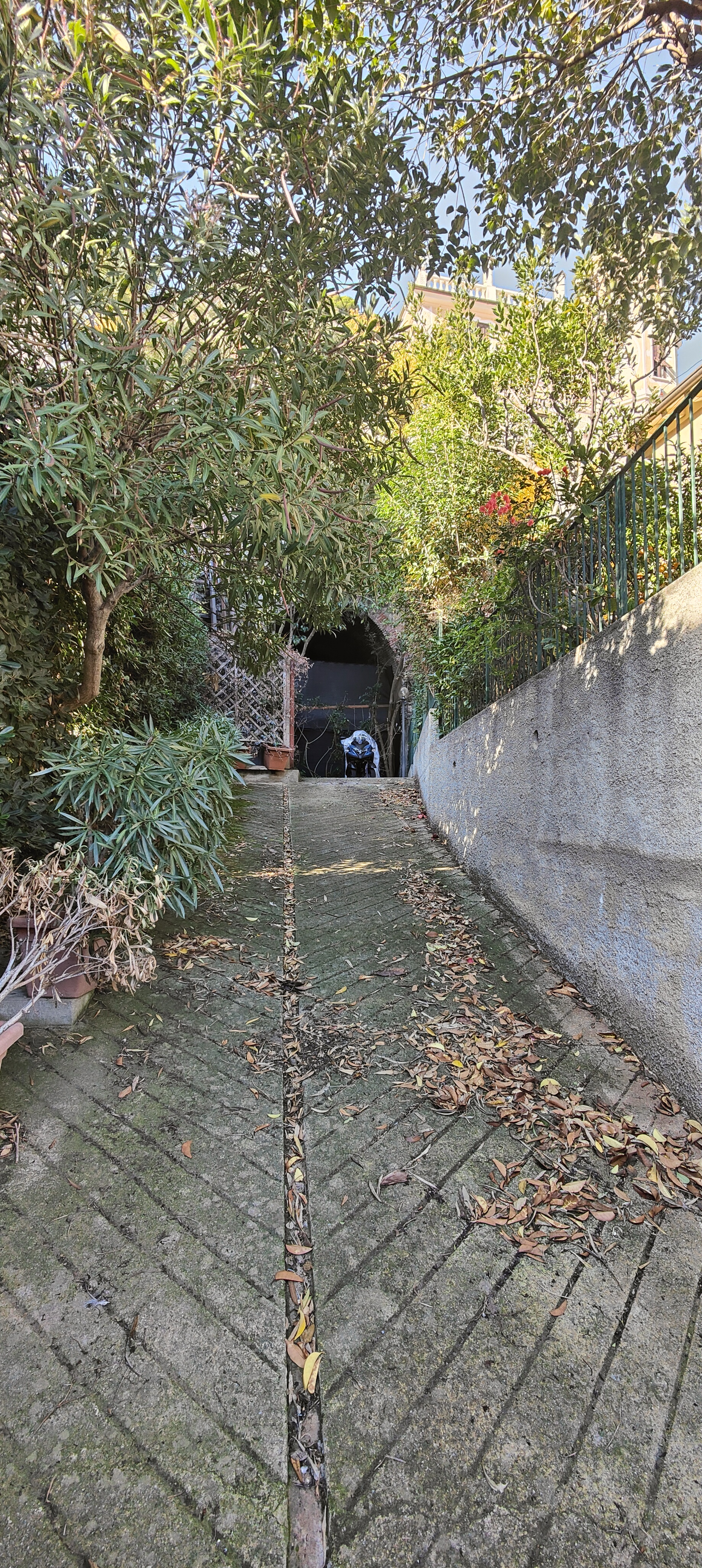
La galleria in via Castelli vista più vicino: per immettersi il binario unico era sopraelevato dal livello stradale, come a Noli in direzione Varigotti